# جاك ليونارد
جاك ليونارد (بالإنجليزية: Jack Leonard)‏ (1 يناير 1876 بغلوستر في المملكة المتحدة - ) هو لاعب كرة قدم بريطاني (وحمل سابقاً جنسية المملكة المتحدة لبريطانيا العظمى وأيرلندا) في مركز جناح. لعب مع برمنغهام سيتي ونادي بريستول سيتي ونادي تشيلتنهام تاون لكرة القدم.